# Donald Maclean (homme politique britannique)
Pour les articles homonymes, voir Donald Maclean et Maclean.
Donald Maclean (9 janvier 1864 - 15 juin 1932) est un homme politique du Parti libéral britannique au Royaume-Uni. Il est chef de l'opposition entre 1918 et 1920 et sert dans le gouvernement national de Ramsay MacDonald comme président du Board of Education de 1931 jusqu'à sa mort en juin de l'année suivante. 

## Biographie
Né à Farnworth, près de Bolton, Lancashire, Maclean est le fils aîné de John Maclean, cordonnier originaire de Kilmoluaig, de Tiree dans les Hébrides intérieures, et de son épouse Agnes Macmillan. Il est le frère ainé d'Ewen Maclean (en). 
Il exerce comme avocat avec des pratiques à Cardiff et Lincoln's Inn Fields, Londres. Membre de l'Église presbytérienne d'Angleterre, il est vice-président du Cardiff Free Church Council en 1902-1903 et travaille en étroite collaboration avec la Société nationale pour la prévention de la cruauté envers les enfants. Il est un choix de dernière minute comme candidats du Parti libéral à Bath aux élections générales de 1900, mais il est battu. Aux élections générales de 1906, il se présente de nouveau et est élu député libéral de la circonscription. En tant que député, il vote en faveur du projet de loi sur l'émancipation des femmes de 1908. 
Il perd son siège à l'élection générale de janvier 1910, mais change de circonscription aux élections générales de décembre 1910 et est réélu pour Peebles et Selkirk, un siège qu'il occupe jusqu'en 1918, puis représente Peebles et South Midlothian entre 1918 et 1922 et North Cornwall entre 1929 et 1932. 
Maclean est nommé conseiller privé en 1916, et fait chevalier en 1917. Il est chef du groupe parlementaire libéral de 1918 à 1920, et chef du Parti libéral, Herbert Henry Asquith ayant perdu son siège à la Chambre des communes. Pendant ces deux années, il est également chef de l'opposition, les travaillistes n'ayant pas de chef officiel et le Sinn Féin refusant de participer au gouvernement parlementaire. 
Vers la fin de sa vie, Maclean rejoint le gouvernement national dirigé par Ramsay MacDonald. Il est président du Board of Education de 1931 à 1932. 
Il meurt d'une maladie cardiovasculaire le 15 juin 1932 à l'âge de soixante-huit ans.

## Famille
Maclean épouse Gwendolen Margaret Devitt (26 septembre 1880 - 23 juillet 1962), fille d'Andrew Devitt (1850–1931) et de Jane Dales Morrison (1856–1947), le 2 octobre 1907. Ils sont enterrés dans le cimetière de l'église Holy Trinity, Penn, Buckinghamshire, avec leur fils aîné, Ian. Le diplomate et espion, Donald Maclean, est un autre de ses fils. 